# تاغاجو (مياغي)
تاغاجو (باليابانية: 多賀城市 تاغاجو-شي) هي مدينة في محافظة مياغي، اليابان. تأسست المدينة في 1 نوفمبر، 1971.
في 11 مارس 2011 تعرضت المدينة إلى ضرر بالغ جراء الزلزال بشدة 8.9 درجات وموجات التسونامي التي تبعت ذلك.